# Danh sách tiểu hành tinh: 18101–18200
| Tên                    | Tên đầu tiên | Ngày phát hiện      | Nơi phát hiện                      | Người phát hiện                                        |
| ---------------------- | ------------ | ------------------- | ---------------------------------- | ------------------------------------------------------ |
| 18101 Coustenis        | 2000 LF32    | 5 tháng 6 năm 2000  | Anderson Mesa                      | LONEOS                                                 |
| 18102 Angrilli         | 2000 LN34    | 3 tháng 6 năm 2000  | Anderson Mesa                      | LONEOS                                                 |
| 18103 -                | 2000 MC5     | 26 tháng 6 năm 2000 | Socorro                            | LINEAR                                                 |
| 18104 Mahalingam       | 2000 NP3     | 3 tháng 7 năm 2000  | Socorro                            | LINEAR                                                 |
| 18105 -                | 2000 NT3     | 7 tháng 7 năm 2000  | Socorro                            | LINEAR                                                 |
| 18106 Blume            | 2000 NX3     | 4 tháng 7 năm 2000  | Anderson Mesa                      | LONEOS                                                 |
| 18107 -                | 2000 NC5     | 7 tháng 7 năm 2000  | Socorro                            | LINEAR                                                 |
| 18108 -                | 2000 NT5     | 8 tháng 7 năm 2000  | Socorro                            | LINEAR                                                 |
| 18109 -                | 2000 NG11    | 7 tháng 7 năm 2000  | Socorro                            | LINEAR                                                 |
| 18110 HASI             | 2000 NK13    | 5 tháng 7 năm 2000  | Anderson Mesa                      | LONEOS                                                 |
| 18111 Pinet            | 2000 NB14    | 5 tháng 7 năm 2000  | Anderson Mesa                      | LONEOS                                                 |
| 18112 Jeanlucjosset    | 2000 NX17    | 5 tháng 7 năm 2000  | Anderson Mesa                      | LONEOS                                                 |
| 18113 Bibring          | 2000 NC19    | 5 tháng 7 năm 2000  | Anderson Mesa                      | LONEOS                                                 |
| 18114 Rosenbush        | 2000 NN19    | 5 tháng 7 năm 2000  | Anderson Mesa                      | LONEOS                                                 |
| 18115 Rathbun          | 2000 NT19    | 5 tháng 7 năm 2000  | Anderson Mesa                      | LONEOS                                                 |
| 18116 Prato            | 2000 NY22    | 5 tháng 7 năm 2000  | Anderson Mesa                      | LONEOS                                                 |
| 18117 Jonhodge         | 2000 NY23    | 5 tháng 7 năm 2000  | Anderson Mesa                      | LONEOS                                                 |
| 18118 -                | 2000 NB24    | 5 tháng 7 năm 2000  | Kitt Peak                          | Spacewatch                                             |
| 18119 Braude           | 2000 NZ24    | 4 tháng 7 năm 2000  | Anderson Mesa                      | LONEOS                                                 |
| 18120 Lytvynenko       | 2000 NA25    | 4 tháng 7 năm 2000  | Anderson Mesa                      | LONEOS                                                 |
| 18121 Konovalenko      | 2000 NF25    | 4 tháng 7 năm 2000  | Anderson Mesa                      | LONEOS                                                 |
| 18122 Forestamartin    | 2000 NL27    | 4 tháng 7 năm 2000  | Anderson Mesa                      | LONEOS                                                 |
| 18123 Pavan            | 2000 NS27    | 4 tháng 7 năm 2000  | Anderson Mesa                      | LONEOS                                                 |
| 18124 Leeperry         | 2000 NE28    | 3 tháng 7 năm 2000  | Socorro                            | LINEAR                                                 |
| 18125 Brianwilson      | 2000 OF      | 22 tháng 7 năm 2000 | Reedy Creek                        | J. Broughton                                           |
| 18126 -                | 2000 OU3     | 24 tháng 7 năm 2000 | Socorro                            | LINEAR                                                 |
| 18127 Denversmith      | 2000 OX3     | 24 tháng 7 năm 2000 | Socorro                            | LINEAR                                                 |
| 18128 Wysner           | 2000 OD5     | 24 tháng 7 năm 2000 | Socorro                            | LINEAR                                                 |
| 18129 -                | 2000 OH5     | 24 tháng 7 năm 2000 | Socorro                            | LINEAR                                                 |
| 18130 -                | 2000 OK5     | 24 tháng 7 năm 2000 | Socorro                            | LINEAR                                                 |
| 18131 -                | 2000 OM5     | 24 tháng 7 năm 2000 | Socorro                            | LINEAR                                                 |
| 18132 Spector          | 2000 ON9     | 30 tháng 7 năm 2000 | Reedy Creek                        | J. Broughton                                           |
| 18133 -                | 2000 OL12    | 23 tháng 7 năm 2000 | Socorro                            | LINEAR                                                 |
| 18134 -                | 2000 OS14    | 23 tháng 7 năm 2000 | Socorro                            | LINEAR                                                 |
| 18135 -                | 2000 OQ20    | 31 tháng 7 năm 2000 | Socorro                            | LINEAR                                                 |
| 18136 -                | 2000 OD21    | 31 tháng 7 năm 2000 | Socorro                            | LINEAR                                                 |
| 18137 -                | 2000 OU30    | 30 tháng 7 năm 2000 | Socorro                            | LINEAR                                                 |
| 18138 -                | 2000 OP35    | 31 tháng 7 năm 2000 | Socorro                            | LINEAR                                                 |
| 18139 -                | 2000 OF37    | 30 tháng 7 năm 2000 | Socorro                            | LINEAR                                                 |
| 18140 -                | 2000 OD39    | 30 tháng 7 năm 2000 | Socorro                            | LINEAR                                                 |
| 18141 -                | 2000 OK42    | 30 tháng 7 năm 2000 | Socorro                            | LINEAR                                                 |
| 18142 Adamsidman       | 2000 OG47    | 31 tháng 7 năm 2000 | Socorro                            | LINEAR                                                 |
| 18143 -                | 2000 OK48    | 31 tháng 7 năm 2000 | Socorro                            | LINEAR                                                 |
| 18144 -                | 2000 OO48    | 31 tháng 7 năm 2000 | Socorro                            | LINEAR                                                 |
| 18145 -                | 2000 OX48    | 31 tháng 7 năm 2000 | Socorro                            | LINEAR                                                 |
| 18146 -                | 2000 OU49    | 31 tháng 7 năm 2000 | Socorro                            | LINEAR                                                 |
| 18147 -                | 2000 OY50    | 31 tháng 7 năm 2000 | Socorro                            | LINEAR                                                 |
| 18148 Bellier          | 2000 OZ57    | 29 tháng 7 năm 2000 | Anderson Mesa                      | LONEOS                                                 |
| 18149 Colombatti       | 2000 OB58    | 29 tháng 7 năm 2000 | Anderson Mesa                      | LONEOS                                                 |
| 18150 López Moreno -   | 2000 OC60    | 29 tháng 7 năm 2000 | Anderson Mesa                      | LONEOS                                                 |
| 18151 Licchelli        | 2000 OT60    | 29 tháng 7 năm 2000 | Anderson Mesa                      | LONEOS                                                 |
| 18152 Heidimanning     | 2000 OW60    | 29 tháng 7 năm 2000 | Anderson Mesa                      | LONEOS                                                 |
| 18153 -                | 2000 OC61    | 30 tháng 7 năm 2000 | Socorro                            | LINEAR                                                 |
| 18154 -                | 2000 PA      | 1 tháng 8 năm 2000  | Črni Vrh                           | Črni Vrh                                               |
| 18155 Jasonschuler     | 2000 PF2     | 1 tháng 8 năm 2000  | Socorro                            | LINEAR                                                 |
| 18156 Kamisaibara      | 2000 PU4     | 3 tháng 8 năm 2000  | Bisei SG Center                    | BATTeRS                                                |
| 18157 Craigwright      | 2000 PH10    | 1 tháng 8 năm 2000  | Socorro                            | LINEAR                                                 |
| 18158 Nigelreuel       | 2000 PM10    | 1 tháng 8 năm 2000  | Socorro                            | LINEAR                                                 |
| 18159 Andrewcook       | 2000 PW10    | 1 tháng 8 năm 2000  | Socorro                            | LINEAR                                                 |
| 18160 Nihon Uchu Forum | 2000 PY12    | 7 tháng 8 năm 2000  | Bisei SG Center                    | BATTeRS                                                |
| 18161 Koshiishi        | 2000 PZ12    | 7 tháng 8 năm 2000  | Bisei SG Center                    | BATTeRS                                                |
| 18162 Denlea           | 2000 PX15    | 1 tháng 8 năm 2000  | Socorro                            | LINEAR                                                 |
| 18163 Jennalewis       | 2000 PF16    | 1 tháng 8 năm 2000  | Socorro                            | LINEAR                                                 |
| 18164 -                | 2000 PA20    | 1 tháng 8 năm 2000  | Socorro                            | LINEAR                                                 |
| 18165 -                | 2000 PN20    | 1 tháng 8 năm 2000  | Socorro                            | LINEAR                                                 |
| 18166 -                | 2000 PG27    | 8 tháng 8 năm 2000  | Valinhos                           | P. R. Holvorcem                                        |
| 18167 Buttani          | 2000 PS27    | 6 tháng 8 năm 2000  | Valmeca                            | Valmeca                                                |
| 18168 -                | 2000 PN28    | 4 tháng 8 năm 2000  | Haleakala                          | NEAT                                                   |
| 18169 -                | 2000 QF      | 20 tháng 8 năm 2000 | Colleverde                         | V. S. Casulli                                          |
| 18170 Ramjeawan        | 2000 QW2     | 24 tháng 8 năm 2000 | Socorro                            | LINEAR                                                 |
| 18171 Romaneskue       | 2000 QB5     | 24 tháng 8 năm 2000 | Socorro                            | LINEAR                                                 |
| 18172 -                | 2000 QL7     | 25 tháng 8 năm 2000 | Socorro                            | LINEAR                                                 |
| 18173 -                | 2000 QD8     | 25 tháng 8 năm 2000 | Đài thiên văn Zvjezdarnica Višnjan | K. Korlević, M. Jurić                                  |
| 18174 Khachatryan      | 2000 QW14    | 24 tháng 8 năm 2000 | Socorro                            | LINEAR                                                 |
| 18175 Jenniferchoy     | 2000 QB15    | 24 tháng 8 năm 2000 | Socorro                            | LINEAR                                                 |
| 18176 Julianhong       | 2000 QG22    | 24 tháng 8 năm 2000 | Socorro                            | LINEAR                                                 |
| 18177 Harunaga         | 2000 QK27    | 24 tháng 8 năm 2000 | Socorro                            | LINEAR                                                 |
| 18178 -                | 2000 QP28    | 24 tháng 8 năm 2000 | Socorro                            | LINEAR                                                 |
| 18179 -                | 2000 QV29    | 25 tháng 8 năm 2000 | Socorro                            | LINEAR                                                 |
| 18180 Irenesun         | 2000 QB30    | 25 tháng 8 năm 2000 | Socorro                            | LINEAR                                                 |
| 18181 -                | 2000 QD34    | 26 tháng 8 năm 2000 | Socorro                            | LINEAR                                                 |
| 18182 Wiener           | 2000 QC35    | 27 tháng 8 năm 2000 | Ondřejov                           | P. Pravec, P. Kušnirák                                 |
| 18183 -                | 2000 QG37    | 24 tháng 8 năm 2000 | Socorro                            | LINEAR                                                 |
| 18184 Dianepark        | 2000 QR37    | 24 tháng 8 năm 2000 | Socorro                            | LINEAR                                                 |
| 18185 -                | 2000 QW49    | 24 tháng 8 năm 2000 | Socorro                            | LINEAR                                                 |
| 18186 -                | 2000 QW50    | 24 tháng 8 năm 2000 | Socorro                            | LINEAR                                                 |
| 18187 -                | 2000 QQ53    | 25 tháng 8 năm 2000 | Socorro                            | LINEAR                                                 |
| 18188 -                | 2000 QD55    | 25 tháng 8 năm 2000 | Socorro                            | LINEAR                                                 |
| 18189 Medeobaldia      | 2000 QN82    | 24 tháng 8 năm 2000 | Socorro                            | LINEAR                                                 |
| 18190 Michaelpizer     | 2000 QY89    | 25 tháng 8 năm 2000 | Socorro                            | LINEAR                                                 |
| 18191 Rayhe            | 2000 QL90    | 25 tháng 8 năm 2000 | Socorro                            | LINEAR                                                 |
| 18192 Craigwallace     | 2000 QP90    | 25 tháng 8 năm 2000 | Socorro                            | LINEAR                                                 |
| 18193 Hollilydrury     | 2000 QT93    | 26 tháng 8 năm 2000 | Socorro                            | LINEAR                                                 |
| 18194 -                | 2000 QE100   | 28 tháng 8 năm 2000 | Socorro                            | LINEAR                                                 |
| 18195 -                | 2000 QG116   | 28 tháng 8 năm 2000 | Socorro                            | LINEAR                                                 |
| 18196 Rowberry         | 2000 QY132   | 26 tháng 8 năm 2000 | Socorro                            | LINEAR                                                 |
| 18197 -                | 2055 P-L     | 24 tháng 9 năm 1960 | Palomar                            | C. J. van Houten, I. van Houten-Groeneveld, T. Gehrels |
| 18198 -                | 2056 P-L     | 24 tháng 9 năm 1960 | Palomar                            | C. J. van Houten, I. van Houten-Groeneveld, T. Gehrels |
| 18199 -                | 2583 P-L     | 24 tháng 9 năm 1960 | Palomar                            | C. J. van Houten, I. van Houten-Groeneveld, T. Gehrels |
| 18200 -                | 2714 P-L     | 24 tháng 9 năm 1960 | Palomar                            | C. J. van Houten, I. van Houten-Groeneveld, T. Gehrels |